# دیرک بوست خیپس
دیرک بوئست گیپز (هلندی: Dirk Boest Gips؛ ۳۰ ژوئیهٔ ۱۸۶۴ – ۱۱ نوامبر ۱۹۲۰) تیرانداز اهل هلند بود.